# 四老沟街道
四老沟街道，是中华人民共和国山西省大同市云冈区下辖的一个乡镇级行政单位。2021年3月，撒销四老沟街道，其行政区域为玉龙街道的行政区域。

## 行政区划
四老沟街道下辖以下地区：
幸福街社区、晾马台街社区、新乐街社区和建西街社区。